# Antoine Prévost de Sansac
Antoine Prévost de Sansac (né vers 1506 et mort à Bordeaux le 17 octobre 1591) est un ecclésiastique qui fut archevêque de Bordeaux de 1560 à sa mort.

## Biographie
Antoine de Prévost de Sansac est issu d'une noble famille poitevine. Il est le fils de Guillaume Prévost de Sansac et de Catherine Guy. Son frère est le célèbre capitaine Louis Prévost de Sansac. 
Il est pourvu en commende comme  29e abbé de l'abbaye Notre-Dame de Châtillon en Bourgogne en  1548 et est nommé en 1560 par le roi Charles IX de France archevêque de Bordeaux, siège vacant depuis la mort de François de Mauny. Il est confirmé par le Pape et consacré en 1561 par François de Saint-Nectaire, évêque de Sarlat. La même année il souscrit en octobre aux actes du Colloque de Poissy. le 9 avril 1565 il reçoit avec faste à Bordeaux, le roi Charles IX  lors de son  « tour de France ». 
En 1573 il établit un collège de jésuites dans sa cité. Il assiste à l'assemblée des évêques de Paris en novembre 1573 et en novembre 1576 à Blois aux  États généraux réunis par le roi Henri III. Après la création de la Ligue Catholique il s'oppose à la diffusion de son influence dans son archidiocèse et entre juillet 1582 et le début de 1583 il réunit un synode, considéré comme un « concile provincial » avec ses suffragants à Bordeaux. Il meurt âgé de 85 ans selon la Gallia Christiana le 17 octobre 1591 et il est inhumé près du grand autel de la cathédrale.

## Œuvres
- Decreta concilii provincialis, Burdigalae habiti, sub reverendissimo D.D. Antonio Prevotio Sansaco, archiepiscopo Burdigalensi, Aquitaniae Primate, t. 1, Bordeaux, Simon Millanges, 1582, 164 p..
- Decreta concilii provincialis, Burdigalae habiti, sub reverendissimo D.D. Antonio Prevotio Sansaco, archiepiscopo Burdigalensi, Aquitaniae Primate, t. 2, Bordeaux, Simon Millanges, 1583.